# Bazman
De Bazman is een vulkaan in Iran. De stratovulkaan is 3490 meter hoog en er zijn geen uitbarstingen van bekend. De vulkaan vertoont wel activiteit in de vorm van fumaroles.